# Таусоніт
Таусоніт є рідкісною природною мінеральною формою титанату стронцію: хімічна формула: SrTiO3. Він проявляється у вигляді кубічних кристалів і кристалічних мас від червоного до оранжево-коричневого кольору.
Входить до групи перовскітів.
Вперше був описаний у 1982 році за проявом в сієнітовому інтрузиві на Таусонітовому пагорбі, масив Мурун, плато Олекма-Чара, Республіка Саха, Якутія, геологічна частина Алданського щита. Названо на честь радянського геохіміка Льва Таусона (1917—1989). Також повідомлялося про фенітову дайку, пов'язану з карбонатитовим комплексом у Сарамбі, департамент Консепсьон, Парагвай і в метаморфічних породах високого тиску вздовж району річки Котакі на острові Хонсю, Японія.